# ハルジオン
ハルジオン（春紫菀、学名: Erigeron philadelphicus）は、キク科ムカシヨモギ属に分類される多年草の1種。北アメリカ原産で、日本では帰化植物となっている。ヒメジョオンと共に、道端や空地でよく見かける雑草である。一部の地域では「貧乏草」と呼ばれ、「折ったり、摘んだりすると貧乏になってしまう」と言い伝えている。若苗、やわらかい茎葉、蕾、花などは食用に利用できる。別名、ハルジョオン、ビンボウグサともよばれる。

## 名前
和名ハルジオンは漢字に直すと「春紫菀」となる。「春に咲く、キク科のシオン（紫菀）」という意味。ただしハルジオンはキク科シオン連ムカシヨモギ属であり、シオン（キク科シオン連シオン属）とは全く別種であるので、注意が必要である。
標準和名はハルジオンであるが、植物学者の牧野富太郎が、同類のヒメジョオンとの類似からハルジョオンの名が普及している、としている。
なお、同じようにヒメジョオンを「ヒメジオン」と呼ぶのは、ヒメジョオン（姫女菀・キク科シオン連ムカシヨモギ属）とは全く別種のヒメシオン（姫紫菀・キク科シオン連シオン属）との混同となるので、間違いである。
同じキク科シオン連ムカシヨモギ属であるハルジオン（俗称・ハルジョオン）とヒメジョオンは、見た目が非常に似ている上に、名称も紛らわしい。さらにヒメジョオンとは別種であるヒメシオンとも名称が紛らわしく、中国における「女菀」が日本におけるヒメシオン（姫紫菀）を表すので、注意が必要である。
地方により、カンザシグサ、ビンボウギク、ビンボウグサの別名でもよばれている。

## 分布・生育地
北アメリカを原産地とする。日本を含めた東アジアに外来種として移入分布している。日本では、北海道・本州・四国・九州に分布がみられ、大正時代に北アメリカから渡来して帰化し、各地で野生化している。繁殖力が強く、市街地から農地まで分布し、日当たりの良い道端や空き地、荒れ地、田畑のまわりなど、雑草としていたる所で見られる。

## 形態
二年草もしくは多年草で、春になると茎を立ち上げて、背の高さが30 - 100センチメートル (m) くらいになる。秋のうちに芽を出して、葉を地面に広げてロゼット状になって冬を越す。
根元にはへら形の根出葉があり、長いへら形あるいは長楕円形で、花の時期にも残ることが多い。葉と茎は黄緑色で、長楕円形またはへら形で、まばらに毛が生える。茎につく葉の基部は、やや耳形になり茎を抱く。
花期は春（4 - 6月）。茎はあまり枝分かれせずに伸び、先の方で何回か枝分かれして、淡紅色を帯びた白い花をつける。花蕾のうちはうつむいていて、開花すると上を向く。頭花はヒメジョオンと同じく、周囲にごく細い白色から淡紅色の舌状花を持ち、舌状花は細長く多数つく。頭花の直径は2センチメートル (cm) ほどで、ヒメジョオンより一回り花が大きい。花の中心に集まる筒状花は黄色。果実は倒披針形の痩果で、舌状花・筒状花ともに果実より長い汚白色の冠毛がついている。冠毛は痩果から外れやすい。

### ヒメジョオンとの見分け方

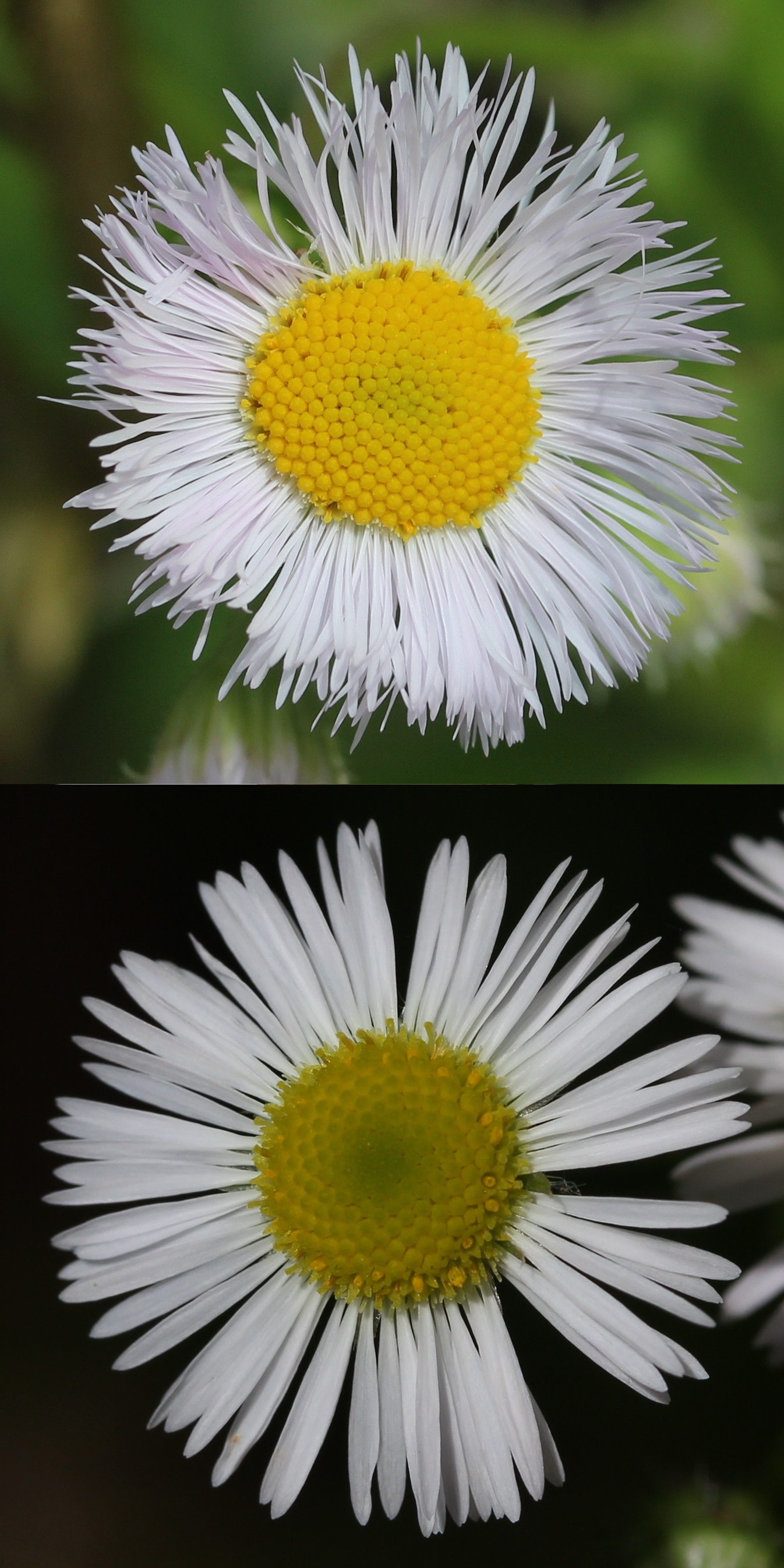
上：ハルジオン（花弁の幅が細い）
下：ヒメジョオン（花弁の幅が太い）

ハルジオンとヒメジョオンは、花がよく似ていて混同してしまうことがある。
花びらの幅の違いで見分ければすぐにわかる。1ミリ以下の細い花びらがハルジオンで約1.5ミリで幅が広いのがヒメジョオン。花びらの幅で見分けるのが一番わかりやすく誰にでも簡単にできる方法。
標準的には、ヒメジョオンの方が背が高く、花は小さくて数が多く、根本がすっきりしている。これに対して、ハルジオンは背は低く、花は大きくて少なく、根本に葉がある。また、ハルジオンの蕾は下を向いて垂れているような特徴があり、ヒメジョオンは蕾のうちから上を向いている。従って、しっかりと比べて見れば、はっきりと見分けがつく。
分かりにくい場合は、茎を折ってみるとよい。ヒメジョオンの茎には空洞がないが、ハルジオンの茎には真ん中に空洞がある。葉の付き方も違い、ヒメジョオンの葉は茎を抱かないが、ハルジオンは茎を抱くように付く。
最近では、デジタルカメラで花をマクロレンズで撮影する人が増え、花だけを拡大して写すことがよくある。そのような花だけの写真では、この両者の区別がとても難しい。標準的な花では、ハルジオンはヒメジョオンより花が一回り大きく、舌状花の数も多いので、見分けられるが、判断が難しい場合もある。
なお、ハルジオンとヒメジョオン以外にも、近縁のものがあるので、注意が必要。
また、花弁の白い部分がやや紫がかる（ピンクや薄紫）の個体が見られることもあるが、これは清浄な空気の中で育ったときにできるものである。このため、ある程度ではあるが地域の大気汚染の度合いの目安とすることもできる。同一地域であっても、道路わきの個体とそこから少し離れた場所の個体では花の色に違いが見られることも多く、本種が車の排ガスなどの大気汚染物質に対し敏感であることが見て取れる。

## 生態
牧草地や畑、道端など窒素分の多い場所を好んで生育する。花の時期は4 - 6月ごろで、ヒメジョオンの6 - 10月ごろよりも早い。果実のほか、地下の根で広がる。

## 利用
葉、茎、新芽や若芽、蕾など大半が可食部位となる。7月 - 翌年4月まで採取できるが、茎が立つ前の若い苗がおいしいといわれている。シュンギクのようなほろ苦さと、ほのかな香りと風味があり、やや灰汁があるので茹でてから十分に水にさらして使う。野草と同じように生で天ぷら、茹でておひたしや和え物、煮浸し、油炒め、汁の実などにして食べることができる。花を茎と一緒に摘み取り、薄く衣をつけて低温の油で揚げると、見栄えのよい料理になる。類似種のヒメジョオンも同様に食べられるが、ハルジオンのほうがキク科特有の香りや苦みが穏やかで、アクも少ない。

## 外来種問題
日本では1920年代に観賞用として持ち込まれた。1980年代には除草剤に耐性のある個体が出現し、関東地方を中心に全国へ分布が拡大した。
農作物や牧草の生育を妨害するため、厄介な雑草として扱われている。さらに、在来の植物と競合し駆逐する恐れがある。
特定外来生物による生態系等に係る被害の防止に関する法律により要注意外来生物に指定されている。また、日本生態学会では本種を日本の侵略的外来種ワースト100に選定している。

## ハルジオンを題材にしたポピュラー音楽
- 『ハルジョオン・ヒメジョオン』 - 松任谷由実の10作目のシングル。楽曲名に標準和名のハルジオンではなく俗称のハルジョオンを用いて、見た目も名称も似ているヒメジョオンと並べて韻を踏んでいる。
- 『春女苑/デイジー』 - さだまさしの30作目のシングル。楽曲名に標準和名のハルジオン（春紫菀）ではなく、俗称のハルジョオン（春女苑）を用いている。
- 『ハルジオン (BUMP OF CHICKENの曲)』 - BUMP OF CHICKENの3枚目のシングル。
- 『ハルジオンが咲く頃』 - 乃木坂46の14作目のシングル。
- 『Haruzion』 - 鹿乃の2ndアルバム『アルストロメリア (鹿乃のアルバム)』の収録曲。
- 『ハルジオン (YOASOBIの曲)』 - YOASOBIの3作目の配信限定シングル。